# Противостояние между украинскими националистами и советскими партизанами
Противостояние между украинскими националистами и советскими партизанами — борьба Украинской Повстанческой Армии и других украинских националистических организаций против советских партизан в основном на территории западных областей Украинской ССР, а также, частично, на территории восточных воеводств Польши и юго-западных областей Белорусской ССР во время Великой Отечественной войны. Активно началось с весны 1943 года. Переход ОУН (Б) на антигерманские позиции заставил оуновское руководство прибегнуть к стратегии "двухфронтовой" борьбы. ОУН отвергала любые возможности пребывания Украины в составе СССР. Вооруженное выступление ОУН весной 1943 и УПА на Волыни и Полесье начали активные действия украинских националистов на антисоветском фронте. В принципе, столкновение красных партизан с УПА было целиком логичным, поскольку украинские националисты считали своим главным врагом не Третий Рейх, а Советский Союз, который они не без основания с начала 1943 года считали более сильным и опасным противником. А
красных партизан мельниковцы и бандеровцы рассматривали как "орудие московско-большевистского империализма".
В боевых действиях против советских партизан ОУН и УПА достигли заметных успехов. Им удалось осложнить боевую деятельность партизан во многих районах Волыни и Полесья, мешать проведению диверсионных действий на немецких коммуникациях. УПА сумела в значительной степени сорвать планы советского командования по вводу партизанских соединений на территории Галиции и Карпат для действий на немецких коммуникациях в 1943 г. Националисты не позволяли партизанам использовать в полной мере хозяйственный потенциал западноукраинских земель, что также негативно сказалось на боеспособности партизан. Уповцы успешно уничтожали небольшие десантные группы, сбрасываемые с самолётов в большей степени на территорию Волыни и стремились оторвать от советских партизан мобилизационный потенциал западно-украинских крестьян. Но попытки полностью разгромить красных партизан или заслать своих агентов в партизанские отряды для уничтожения командного состава оканчивались безрезультатно.

## Предыстория
Опыт Франко-российской войны 1812 года, а также гражданской войны в России 1917-1921 годов, продемонстрировал большевикам, что партизанские действия являются эффективной формой борьбы. Поэтому сразу же после нападения Германии на СССР они стали организовывать на территориях, оккупированных нацистами, партизанские группы.
В мае 1942 года был создан Центральный штаб партизанского движения, которому были подчинены партизанские штабы отдельных республик. Штаб возглавил Пантелеймон Пономаренко, первый секретарь Коммунистической партии (большевиков) Белоруссии. Ему, в частности, был подчинен Украинский штаб партизанского движения (УШПД) во главе с генералом НКВД Тимофеем Строкачём.
На Волыни и в Восточной Галиции условия деятельности для советских партизан были особенно сложными. Препятствием организации их движения стала быстрая оккупация территории Западной Украины гитлеровцами и их союзниками, что не позволило обкомам партии заблаговременно создать подполье. Вдобавок, слишком свежей оставалась в памяти у местного населения присоединение 1939-1941 годов, чтобы коммунисты и социалисты могли получить в обществе значительную поддержку.
Вооруженное выступление ОУН весной 1943 и УПА на Волыни и Полесье начали активные действия украинских националистов на антисоветском фронте. Еще в 1942 ОУН охарактеризовала партизан как агентов "Сталина и Сикорского" и в дальнейшем рассматривала их как "авангард московского империализма". Враждебное отношение ОУН к советским партизанами объяснялось несколькими важными причинами, о которых говорится в конфиденциальном документе ОУН "К внутреннему положению" (концу 1943 г.). «Вред действий красной, — говорится в нем, — заключается в следующем: 1) Провоцирует немцев к выступлениям против украинского народа, 2) Уничтожает сознательный украинский элемент; 3) Является единственным фактором, ведет коммунистическую роботу на украинских землях и поэтому вводит дезориентацию среди части населения (промосковская ориентация) 4) Своими действиями старается парализовать освободительное движение украинского народа, 5) Является передовым отрядом московского империализма и тем самым является врагом освободительной борьбы порабощенных народов...».
Выжидая и накапливая силы, националисты изначально в 1942 г. негативно относились к ведению партизанской борьбы, считая её бесполезной тратой человеческих жизней. В конце 1942 г. националисты издали соответствующую листовку под названием «Партизаны и наше отношение к ним», где, среди прочего, утверждалось, что ОУН борется «за украинское государство, а не за чужой империализм»: «Мы должны экономить наши силы, так как мы верим в то, что война находится в своей окончательной стадии и нам представляется возможность борьбы за восстановление украинского государства… Мы враждебно относимся к партизанам и поэтому уничтожаем их. Наше время еще не пришло. Оно должно застать нас объединенными под знаменем ОУН… Наша цель — не партизанская борьба, а национальная освободительная революция украинских масс».
В марте 1942 в Белоруссию для борьбы с советскими партизанами в начале 1942 года перебросили 201-й батальон шуцманшафта, костяк которого составили члены ОУН-Б (Евгений Побегущий, Роман Шухевич, Александр Луцкий и другие). За 9 месяцев пребывания в Белоруссии, по собственным данным, 201-й охранный батальон уничтожил более 2000 советских партизан, потеряв 49 человек убитыми и 40 — ранеными. 1 декабря 1942 года у военнослужащих батальона истёк срок годичного контракта, однако, никто из них не согласился подписать новый контракт. После чего подразделение было расформировано, а его бывших солдат и офицеров начали под конвоем группами перевозить во Львов, где рядовых участников батальона уволили со службы, а офицеров поместили под арест до апреля 1943 года. Некоторым из них — в том числе Роману Шухевичу — удалось скрыться ещё во время конвоирования во Львов.
Согласно данным немецких органов безопасности, отряд советских парашютистов, скинутый в начале ноября 1942 г. под местечком Рокитное на Волыни, наткнулся на группу бандеровцев. Во время боя часть парашютистов погибла, националисты захватили трофеи, в том числе оружие. Поэтому, когда советские партизаны появились в западно-украинских землях, то изначально предпочитали не конфликтовать с украинскими националистами из-за слабости своих позиций в регионах, отсутствия поддержки населения и наличия хорошо укреплённых огневых рубежей повстанцев, которые могли привести к ненужным потерям среди личного состава. Иногда партизаны вступали в переговоры с повстанцами и просили пропустить их через свою территорию, националисты в ответ просили не распространять массово советскую пропаганду и проводить активную мобилизацию местного населения в ряды партизан. Засланные в 1942 г. на территорию Волыни группы ГРУ и НКВД СССР обладали заданиями разведывательного характера, не стремились к конфронтации с украинским националистическим подпольем и поэтому также вступали с ними в переговоры.
Ситуация резко изменилась в начале 1943. Победа Красной Армии под Сталинградом обозначила перспективу военного поражения Третьего Рейха. Помимо этого, зимой 1942-43 на Западную Украину перебазировались два крупных партизанских соединения с территории временно оккупированной Белорусской ССР, составлявшей часть рейхскомиссариата Остланд, которые тут же приступили к атакам на немецкие тыловые коммуникации и начали мобилизацию местного населения в свои ряды. Для ОУН нависла нешуточная угроза полностью потерять контроль над ситуацией на Западной Украине и лишиться базы собственного движения. О таких мотивах, откровенно указывается в письме одного из руководителей Службы безопасности (СБ) ОУН на северо-западных землях Василия Макара. Макар указывал, что повстанческие акции оуновцы должны были начать, и эти акции не опережали события, а уже запоздали, поскольку территория выходила из под контроля («вырывалась из рук»), в связи с ужесточением оккупационной политики («немчура начала уничтожать села») началось стихийное сопротивление оккупантам и «начались множиться атаманчики», наконец, советские партизаны начали выходить на территорию Западной Украины («красная партизанка начала заливать территорию»). 17-23 февраля 1943 в селе Тернобежье Олевского района Львовской области на III конференции ОУН советские партизаны были признаны одними из основных противников.

## Боевые действия

### Первые стычки
Первые сообщения об активизации украинских националистов в действиях против советских партизан относятся к началу весны 1943 года. Первое столкновение, упоминаемое в официальных сообщениях украинского подполья, произошло 20 февраля 1943 года. В этот день сотня УПА под руководством Григория Перегиняка напала на лагерь советских партизан около села Замороченное. Без собственных потерь уповцы якобы убили пятнадцать партизан, сожгли три барака, захватили лошадей, еду, и запасы бумаги.
В ночь с 19 на 20 февраля 1943 года против советских партизан также активизировали боевые действия силы Полесской Сечи под руководством Тараса Боробца (Бульбы). На переправе у села Хотин около 30 «сечевиков» устроили засаду и атаковали разведывательную группу из 23 партизан из отряда Дмитрия Медведева. Нападавшие были разгромлены, потеряв 10 человек убитыми. Также были захвачены пленные, один ручной пулемет, несколько автоматов и винтовок. После боя «медведевцы» прочесали село, были задержаны ещё несколько «сечевиков», а среди трофеев оказались винтовочные обрезы, топоры, вилы и даже сделанные из дерева макеты винтовок, окрашенные в темный цвет (с целью увеличить численность нападавших атаман «бульбовцев» мобилизовал местных жителей, однако настоящего оружия мобилизованным не предоставил).
По другим данным, 19 февраля 1943 года группа командиров и начальник штаба Полесской Сечи Леонид Щербатюк-Зубатый попали в руки советских партизан и были расстреляны, а затем брошены в колодец. Щербатюк выжил и рассказал о случившемся. После этого с 20 февраля 1943 г. «УПА официально вступила в открытую борьбу на два фронта — против двух социализмов: германского и советского». Однако усилия, прилагаемые в этой борьбе были не равнозначны. Эрих фон Манштейн в своей книге «Утерянные победы» о партизанском движении на Западной Украине писал так:
«Вообще существовали три вида партизанских отрядов: советские партизаны, боровшиеся с нами и терроризировавшие местное население; украинские, боровшиеся с советскими партизанами, но, как правило, отпускавшие на свободу попавших им в руки немцев, отобрав у них оружие, и, наконец, польские партизанские банды, которые боролись с немцами и украинцами».
По сведениям Сидора Ковпака, 26 февраля 1943 г. Сумским соединением была проведена операция по «очистке» Людвипольского и Костопольского районов Ровенской области от украинских националистов: «В результате операции было поймано 8 человек националистов, они разоружены и после беседы отпущены. Это первое наше столкновение с националистами. В ряде сел нами были проведены собрания и беседы с населением с целью разоблачения националистов и их вредной работы».
В ночь с 6 на 7 марта 1943 года отряд УПА в деревне Богуши на берегу реки Случь (Ровенская область) напал на группу партизан из отряда Дмитрия Медведева. Стычка стоила красным партизанам нескольких убитых. 16 марта бандеровцы напали на диверсионную группу отряда им. 24-летия РККА из соединения Александра Сабурова, поймали и забили до смерти одного партизана. Далее, в марте-апреле 1943 г., стычки — в том числе с отрядом Медведева, а также с формированиями УШПД — продолжались.
23 марта 1943 г. Никита Хрущев послал отряду Сидора Ковпака письмо, содержание которого несколько дней спустя было распространено среди партизан в виде радиограммы. В документе говорилось, что главной целью оставалась борьба с немцами, поэтому с националистами воевать не следовало, если те сами не нападали. Рекомендовалось по возможности разложить их отряды пропагандой. Поначалу партизаны стремились исполнить указания. Националисты в донесении о действиях Сумского соединения отмечали, что ковпаковцы говорили «чтобы крестьяне не сдавали немцам сельскохозяйственного контингента, так как вскоре… придет Красная армия; говорят, чтобы не слушали националистов, так как они хотят Самостоятельной Украины, а тут возможна только Советская Украина, которую будет охранять непобедимая Красная армия и товарищ Сталин». УПА также негативно реагировала на диверсии советских партизан, поскольку немцы, например в ответ на подрывы железнодорожного полотна расстреливали заложников по тюрьмам, в том числе националистов, а также проводили карательные акции против украинских деревень, покрытых подпольной сетью ОУН.
УПА помимо защиты Западной Украины от партизан стремилась распространить активность на районы южных областей БССР, которые националистами считались частью Украины. В частности, в Пинской области отряду УПА в апреле 1943 года удалось завербовать нескольких партизан Пинского соединения БШПД, которые по приказу бандеровцев убили комиссара отряда им. Суворова Бориса Михайловского и четырёх рядовых. Почувствовав наличие в регионе новой враждебной силы, советские партизаны предприняли контрмеры. Командованием бригады им. Молотова одна из групп УПА была хитростью заманена на переговоры. О дальнейшем вспоминал командир Пинского соединения Алексей Клещев: «Во время переговоров нашей группы с группой националистов, подготовленные два боевых партизанских отряда бригады имени Молотова окружили их и предъявили ультиматум: сдать все оружие и самим сдаться командованию бригады. Группа в числе 71 националиста попыталась вступить в бой, но бригада имени Молотова расстреляла их из пулемета до единого человека».

### Рейд Сидора Ковпака
Летом 1943 года УШПД предусмотрел перенос партизанской деятельности в Восточную Галицию. Было решено поручить эту задачу группе под руководством Сидора Ковпака и комиссара Семена Руднева. 3 июня 1943 года Ковпаку и Рудневу было приказано пойти в рейд в Восточную Галицию, в район, где, как писал Ковпак, «советского человека не было два года».
Рейд начался 12 июня 1943 года в деревне Милошевичи (95 км к северо-западу от Коростеня). До начала июля 1943 г. советские партизаны продвигались в районы Волыни, занятые УПА. Часто были небольшие стычки. В частности, 18 июня 1943 г. заместитель Ковпака — Семён Руднев описал в дневнике события в Ровенской области: «Наша разведка 4-го батальона, которая была послана по маршруту за р. Случь, в течение двух дней вела бои с бульбовцами и вынуждена была отойти, не выполнив задачи. При нашем подходе к деревне Михалин началась стрельба, причем стреляют, сволочи, из окон, кустов и ржи». Согласно тому же дневнику, 20 июня УПА вела бой с разведгруппой 3-го батальона соединения, убив двух человек, после чего разведку пришлось вернуть обратно. 21 и 22 июня под Ровно было еще два боестолкновения с националистами. 23 июня Руднев написал: «Все села заражены националистами. Часто стреляют из-за угла, из кустов, со ржи и т. д. Наши редко отвечают. Только стреляем тогда, когда видим стреляющего… Мой заместитель Андросов беседовал с девушками, подошли 7 бородатых мужиков тоже слушали его, но потом, видя, что он один, выхватили из ржи винтовки и стали в него стрелять. Убили его лошадь и стали ловить, и если бы не подоспели бойцы, его бы убили. Вечером разведка 2-го батальона поехала на разведку, была обстреляна».
24 июня при форсировании речки Горынь между селами Корчин и Звездовка Костопольского района Ровенской области ковпаковцы вновь столкнулись с бойцами УПА, которые пытались помешать переправе. После переговоров, инициированных Семёном Рудневым, дело было улажено и бойцы УПА без боя пропустили партизан. Руднев записал в дневнике свои знаменитые слова: «За эти дни… нервы настолько напряжены, что я почти ничего не кушаю. Так как здесь такое политическое переплетение, что нужно крепко думать, убить — это очень простая вещь; но надо сделать, чтобы избежать этого. Националисты — наши враги, но они бьют немцев. Вот здесь и лавируй, и думай». Ещё одно боестолкновение с украинскими повстанцами на Волыни партизаны Ковпака имели 30 июня в селе Обгов (ныне Сосновка) на Дубенщине. В ходе переговоров уповцы согласились на прекращение огня. 5 июля 1943 года Ковпаковцы встретились уже с вооружённым отрядом ОУН-М. После короткой битвы (советы потеряли двух раненых), состоялись переговоры и прекращение огня. Мельниковцы дали Советам немного еды и, отдохнув от огня, тайно удалились.

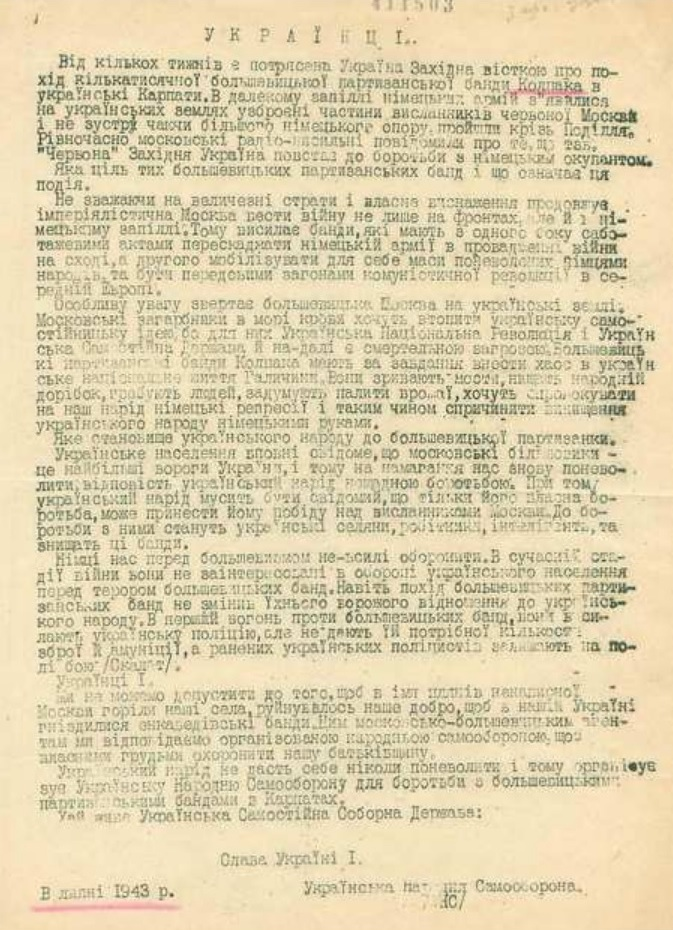
Манифест о создании Украинской народной самообороны с призывом бороться против советских партизан Ковпака, июль 1943 года.

Дальнейший рейд Ковпака в Галицию стал поводом для формированию Украинской народной самообороны (УНС) — аналога УПА на Волыни, указание на её формирование ОУН дало 15 июля 1943 года. Главный Провод ОУН (б) опасался, что советские партизаны на территории дистрикта повлияют на население, которое проявляло недовольство немецкими оккупационными властями, поэтому могло поддержать ковпаковцев. Архивные документы ОУН (б) отмечают: «В Галичине УПА не действовала, поскольку не было угрозы со стороны советских партизан, хотя Организация имела глубокие корни и шире вела организационную работу». Было понятно — ковпаковцы будут пытаться заложить базу для развертывания партизанского движения в Карпатах. Националистическое подполье подполье не могло допустить, чтобы советские партизаны овладели и контролировали карпатский регион, естественный ландшафт которого создавал подходящие условия для проведения рейдов и хорошо защищал от немецких карательных акций.
За исключением нескольких перестрелок, отрядам УНС повоевать с ковпаковцами не довелось. Руководитель УНС Александр Луцкий в будущем расскажет на допросе в НКВД, что при первых же стычках с партизанами стало ясно, что перед ними серьезный противник, с которым лучше не вступать в прямой бой (курень "Черных гайдамаков" вообще разбежался): «фактически отряды УНС свое задание по ликвидации советских партизанских отрядов Ковпака не выполнили. После нескольких вооруженных столкновений куреня „Черные черти“ с отдельными отрядами Ковпака в Прикарпатье, которые особых положительных результатов не дали, командный состав УНС, ссылаясь на слабую военную подготовку личного состава, в дальнейшем избегал встреч с отрядами Ковпака». Иногда ковпаковцы старались находить общий язык с командирами и солдатами УПА и противоборствующим сторонам удавалось расходится без боя.
Более того, некоторые отделы УНС шли на сотрудничество с ковпаковцами, из ряда источников известно, что заместитель Ковпака — комиссар Семён Руднев вел переговоры с руководителями УНС в поселке Любижня близ Делятина. До сих пор ведутся споры вокруг гибели Руднева. Согласно альтернативной версии, его убили чекисты за попытки договориться с украинскими националистами о совместной борьбе против немцев тех кто с ними связан. Эту версию выдвинул в начале девяностых годов участник партизанского движения на Украине, соратник Руднева и Ковпака Герой Советского Союза — Петр Брайко, но не смог привести никаких документальных доказательств в её пользу.
Крымский историк Сергей Ткаченко утверждает, что именно отряды УНС разбили группировку Ковпака под Делятиным в августе 1943. В действительности же отряд Ковпака под Делятиным провёл бой не с УНС, а с немцами, о чём свидетельствуют документы отряда. Отряды Ковпака понесли серьёзные потери в боях под Делятиным, но значительной их части удалось выйти из окружения небольшими группами и пройти вглубь Карпат. Откровенно враждебная среда и слабое отсутствие поддержки со стороны местного населения вынудило их уйти с территории Галиции. Несмотря на противодействие националистов, все отряды Сумского соединения хоть и с огромными потерями, но смогли дойти до Полесья. В ряде случаев, чтобы спокойно пройти сквозь украинские села, ковпаковцам пришлось переодеваться бандеровцами. До поздней осени на Коломыйщине и в Черном лесу украинские повстанцы ликвидировали небольшие группы ковпаковцев, отставшие от своих частей. Были случаи перехода некоторых партизанских групп на сторону УНС. Среди них были принудительно мобилизованные жители Западной Украины, но встречались и антисоветски, антисоциалистически и антикоммунистически настроенные жители Надднепрянщины. Советское руководство так и не смогло развернуть партизанское движение в Галичине. Здесь действовали отдельные малочисленные партизанские отряды, подпольные организации, которые поддерживали и агитировали за советскую власть.
Выбравшись из Галичины, Ковпак в радиограмме в УШПД 26 сентября 1943 г. докладывал, что в Западной Украине «украинское население исключительно поддерживает бандеровцев, советскую власть ненавидит». Согласно оценке, данной подпольщиком Армии Крайовой в сентябре 1943 г., в Галиции «украинское население можно поделить на 3 части, из которых наименьшая составляющая, самое большее, треть, довольна, что большевистский авангард (т. е. ковпаковцы.) вошел на эту территорию, другая часть украинских националистов, составляющих свыше 50 % украинцев, панически боится пришедших большевиков, видят в партизанских отрядах начало приходящего господства большевиков на этой территории, оставшиеся 20 % украинцев… относятся к советским партизанам, как поляки, негативно, с той разницей, что отчасти опасаются репрессий».

### Бои на Волыни летом 1943 года
В июне 1943 г. действия УПА против партизан активизировались и на востоке Ровенской области, где оперировало соединение Сабурова и выделенные из него отряды — в частности, соединение под командованием Ивана Шитова. Глава Каменец-Подольского штаба партизанского движения вспоминал об одном из боев: «Отряд им. Хрущева 14 июня отправлял на аэродром раненых. В лесах возле Рокитно Ровенской области на сопровождающих 130 партизан напало до 600 бандеровцев. Два с половиной часа вели ожесточенный бой, сходились чуть ли не врукопашную на 15–20 метров. Я сам участвовал в этом бою и должен сказать, что националисты крепко дерутся. Они отступили лишь тогда, когда понесли большие потери — около 40 убитыми и до 150 ранеными. Партизаны, участники этих боев, говорили, что таких нахалов в боях еще не видели. От рук националистов у нас в 1943–1944 гг. погибло много сотен замечательных партизан-диверсантов».
В июле 1943 года около села Теремное в Ровенской области произошла крупнейшая битва между УПА и красными партизанами. Пришедший туда в мае 1943 г. отряд им. Михайлова под руководством Антона Одухи развернул диверсионную деятельность, которую националисты пытались прекратить. Вначале стороны пошли на переговоры, закончившиеся безрезультатно. Сосредоточив 2 батальона УПА (около 1000 бойцов), 25 июля 1943 г., в ходе перестрелки с советскими дозорными потеряв фактор внезапности, бандеровцы напали на лагерь партизан, насчитывавший 400 человек (вместе с партизанскими семьями). Игнат Кузовков, комиссар отряда им. Михайлова, свидетельствовал, что атаки повторялись через каждые 20 минут: «Дело доходило чуть ли не до рукопашных схваток. Невзирая на жертвы, которые наносили наши бойцы из укрытых позиций, они бились и бились, желая закончить операцию. Надо сказать, что за все время я не встречал такого фанатизма в борьбе. Они дерутся лучше немцев». Не сумев взять лагерь красных штурмом, бандеровцы окружили его и начали планомерный минометный обстрел, который, из-за того, что площадь была довольно-таки обширной, не был эффективен. Обстрел позиций партизан из стрелкового оружия продолжился и ночью. Поняв всю серьезность положения, советские партизаны на третий день осады предприняли попытку прорыва, увенчавшуюся успехом. Игнат Кузовков подвел итог: «Мы уже передислоцировались в Славутский район Каменец-Подольской области, а на территории прилегающих западных районов Тернопольской области установилась националистическая власть».
Возможно, наиболее плотно пришлось столкнуться с националистами Черниговско-Волынскому соединению под руководством Алексея Фёдорова. Согласно заданию УШПД, оно вышло в самый центр Волынской области и осадило Ковельский железнодорожный узел. Григорий Балицкий, командир отряда имени Сталина, действовавшего в отдалении от основных сил соединения, войдя на территорию Волынской области 8 июля 1943 г., дал Федорову радиограмму: «Нахожусь 3 км юго-западнее Моцейки. 6–7 июля форсировали реку Стырь, переправлялся 14 часов. Противник мешал нам. Начиная с дер. Кулиновичи и до Мацейки большинство пути проходили с боем. Убито националистов — 26, в том числе начальник штаба и командир роты. Захвачено 12 винтовок, 700 патронов, один пистолет. Враг делает засады в селах и лесах. Вчера наткнулись на вражеский отряд 300 человек, вооружены пулеметами, автоматами и минометами. Обстановка хреновая, но настроение бодрое». В этот же день Балицкий описал в дневнике непривычную для него обстановку: «В свое время каждый куст был для партизан крепостью, но теперь этот куст является смертью для партизан, ибо враг сейчас сидит в лесу, он хорошо знает его и из каждого куста он может поражать партизана, убивать нас. Коварный враг, что и говорить. Немец не всегда идет в лес, а эта сволочь находится в лесу и в маленьких хуторах и поэтому националистические банды далеко опаснее, чем немецкие карательные отряды».
3 августа 1943 г. УПА в очередной раз атаковала отряд им. Сталина, вот что записал об этом Григорий Балицкий: «Наши герои-партизаны стали отбивать атаки озверелых националистов. Я вместе со своим ординарцем Пташко Григорием Ивановичем, ко мне присоединились начальник штаба Решедько и дежурный по батальону тов. Ефимочкин, все на лошадях помчались на линию обороны. Только выехали на просеку, мы увидели неразбериху. После этого я со своим ординарцем Григорием отогнали нач[альника] штаба и Ефимочкина и полетели вперед, тут же увидел перед собой перебежку через широкую просеку человек 40–45. Я посчитал, что это мои орлы-партизаны, поэтому дал команду: “Куда вы, такую мать, бежите!” Но оказалось совсем другое положение, противник обходил нашу оборону и я командовал не своими партизанами, а своими врагами. Эта тифозная вошь открыла ураганный огонь по мне. Тут же мой ординарец был тяжело ранен, командир пулеметного взвода тов. Ефимочкин был убит, Решедько бросил свою лошадь, отскочил в сторону. Остался я один на середине этой знаменитой широкой просеки, которую не забуду». Эту атаку красные отбили, но в последующие дни УПА блокировала лагерь сталинцев. На совещании командного состава своего отряда Балицкий обрисовал серьезность положения: «Враг коварен, лезет в лес, как свинья». 7 августа, проведя совместно с отрядом НКГБ СССР «Охотники» несколько боев с местными отрядами УПА, чтобы бандеровцы наконец отступили.
15 августа 1943 начальник Ровенского областного штаба партизанского движения Василий Бегма доложил УШПД, что у них также происходят постоянные вооруженные столкновения партизан с националистами, которые нападают на диверсионные группы, не пропускают их к железной дороге Ковель-Сарны. В связи с этим против УПА были брошены четыре отряда Ровенского партизанского соединения.

### Борьба Украинской повстанческой армии с советскими партизанами на Волыни на рубеже 1943 и 1944 годов
Осенью 1943 по мере приближения фронта масштабы вооруженного противоборства между красными партизанами и силами украинского сопротивления заметно усилились по сравнению с весенне-летним периодом. В одной из работ украинского историка-эмигранта Льва Шаньковского, посвящённой УПА, говорится, что на протяжении октября-ноября 1943 украинские повстанцы провели с партизанами 54 боя, в то время как с немцами — 47. Это подтверждают и советские источники.
В октябре 1943 УПА предприняло попытку уничтожить или изгнать с Волыни соединение Алексея Федорова. Речь шла о личной инициативе командира группы УПА «Завихвост» Юрия Стельмащука. Однако из-за нескоординированности действий и своевременных контрмер партизан атаки УПА были легко отбиты. В ноябре 1943 года Юрий Стельмащук встретился с главой УПА Дмитрием Клячкивским, и на совещании было принято решение не проводить больше масштабных операций против красных партизан, а беречь силы для будущей схватки с НКВД.
16 ноября 1943 года состоялся самый крупный бой между Тернопольским партизанским соединением имени Никиты Хрущёва и украинскими повстанцами возле с. Мочулянка Березненского района. Из-за тактических промахов командира повстанческого отряда имени Остапа «Шаулы» (Адама Рудыки), бой завершился разгромом повстанцев, которые потеряли во время боя 56 человек и более 40 бойцов УПА были ранены.
Кроме того, партизанам И. Шитова удалось организовать свою агентуру в УПА, создав легендированый район «Пекло», который входил в Костопольский надрайон «Долина» военного округа «Заграва». В результате партизанам удалось взять на учет около 100 бойцов УПА и 19 членов ОУН(б)
УПА брала в свои ряды и советских украинцев, поскольку националисты стремились распространить влияние ОУН на восток, и вдобавок, бывшие красноармейцы обладали знаниями военного дела. При этом к советским людям сохранялось недоверие. В одном из обзоров подпольщика ОУН с южной части Волынской области сообщалось о проявлении подобных установок: «На территории V сотник “Вишня” открыл коммунистическую деятельность в своей сотне и расстрелял всех схидняков, которые входили в состав его сотни. Также расстрелял схидняков-дезертиров, которых взял из других отрядов». Во Львовской области наблюдалась похожая картина: «При появлении красных банд на территории, указанные схидняки, а с ними и местная голытьба дают им разную информацию относительно движения на территории и относительно некоторых людей… Такая голыдьба ликвидируется СБ ОУН на каждом шагу».
На северо-западе Украины, в частности, на Полесье и Волыни, советские партизаны и УПА в ходе яростного противостояния поделили местность, о чём 30 ноября 1943 года сообщалось из польского националистического подполья: «Полесье. На Землях Восточных немецкая администрация может проявить свою деятельность только в больших местных центрах, но не контролирует ситуацию с безопасностью в округе за границами данного местного центра». Описывая положение января 1944 года, Пётр Вершигора сообщал: «Всё Полесье за исключением крупных коммуникаций Сарны-Ковель, Ковель-Брест и Сарны-Лунинец было полностью свободно от немцев, громадная территория от Сарны до Буга была поделена между партизанами и соединениями украинских националистов, вытолкнутых из-за Горыни». При этом он оценивал военные возможности Повстанческой армии невысоко: «На УПА хорошо учить людей воевать, тут можно поднять большие запасы оружия. Основная цель партизан должна быть расчистка пути Красной армии для тылов, которой УПА может представлять более серьезную угрозу, чем для партизан, знающих их тактику… УПА действует не только своей силой, сколько слабостью советских партизан». Действительно: националисты не вступали в масштабные затяжные бои и не разгромили ни одного соединения. На это у них не было сил. За партизанами, обладавшими опытом 1941-1943 гг., стоял тыл державы, откуда красные получали подготовленных командиров и иных военных специалистов, вооружение, боеприпасы и другую помощь. В начале 1944 г. на территории только Ровенской и Волынской областей, а также близлежащих районов Житомирской и Каменец-Подольской областей, т. е. в зоне наибольшей оперативной активности УПА, находилось до 27 000 советских партизан.
В начале декабря 1943 года два советских партизанских отряда из соединения Михаила Наумова (Киевский отряд и отряд им. Микояна) разгромили крупный отряд «бульбовцев» в селе Быстричи Людвипольского района, превращенное ими в опорный пункт, откуда националисты совершали нападения на польское население. В результате операции партизаны заняли село Быстричи, село Ляцкая Воля и выбили «бульбовцев» из нескольких окрестных хуторов.
Михаил Наумов в дневнике описал отряды УПА, совершающие рейды в Житомирскую область как малозначимую силу: «Бандеровцы появились в этих лесах еще раньше нас. Их около 150 чел. Живут только в лесу. Никаких операций не проводят… Грязны и обовшивлены, голодны. Когда говорят о вильной Украйне — плачут… Когда бандеровцы хотят кушать, то заходят в село и собирают куски хлеба, цибулю, чеснок и все это складывают в торбу, подвешенную за плечами, — хотят показать, какие они есть апостолы украинского народа, но петлюровские старцы… любят кушать и мясо. Поэтому группа этих старцев ночью крадется в село и в первой хате выкрадывают и уводят в лес корову… Здешний народ не понимает их… Под Новгородом-Волынским бандеровский отряд насильно мобилизовал 26 колхозников, которых используют для черновых работ под строгим надзором, на ночь связывают. Одному из них удалось перебежать к нам. Он рассказывал, что все эти люди собираются перебежать к красным партизанам, причем называл их “наши советские украинцы”. Бандеровцы узнали об их намерениях и решили всех задушить. Один наш разведчик — Мороз, попал к ним в лапы. Мы вскоре нашли его труп с отрезанной головой. Они охотятся за нашими автоматами… Ненавидя нас, они все время следят за нами и держатся вблизи. Это им нужно для того, чтобы прикрыться нашей силой от немцев. Однако следует признать, что они занимаются серьезной пропагандой».

### Боевые действия весной-летом 1944 г.
С конца февраля — начала марта 1944 советские партизаны сообщали о совместных действиях немцев и националистов против них. Основным негативным фактором от действий УПА называлась утрата одного из важнейших козырей партизан — скрытности перемещения, — наблюдатели ОУН и УПА сообщали немцам о местонахождении партизанских отрядов. Уповцы уничтожали мелкие отряды, передавая пленных нацистам и сообщая им о передвижении партизанских отрядов. Но не нападали на значительные силы. Если УПА шла в открытый бой, то только вместе с вермахтом или частями дивизии СС «Галиция». Как утверждал украинский исследователь Анатолий Кентий: «Начиная с весны 1944 г. УПА и подпольные структуры ОУН… своей борьбой в тылу Красной армии и против советских партизан спасли от полного разгрома силы немецкой армии в Восточной Галиции». Уничтожение 9 марта 1944 года бандеровцами Героя Советского Союза, разведчика Николая Кузнецова («Пауля Зиберта») также было следствием сотрудничества украинских националистов со спецслужбами Третьего Рейха. Когда Кузнецов бежал из Львова, львовское отделение гестапо информацию о нём разослало повстанцам, из-за чего они смогли поймать Кузнецова и его спутников, и, допросив, уничтожить. 15 марта 1944 г. заместитель Строкача Илья Старинов послал в УШПД телеграмму: «Во всех западных областях националисты представляют явную угрозу партизанам. Среда враждебная, действия партизан будут на два фронта. Наиболее опасный и скрытый враг – националисты».
23 апреля 1944 года советские партизаны из группировки Михаила Шукаева обнаружили лагерь куреня «Ризуна» (Василия Андрусяка) в Чёрном лесу на Станиславщине и попытались захватить его. Несмотря на то, что лагерь располагал небольшими силами, УПА сумела отразить робкие атаки Советов, но благодаря преимуществу врага отошла в районы сел Грабовка и Майдан, предварительно успев эвакуировать припасы, собранные в лагере.
Помимо борьбы с отрядами и соединениями, на протяжении 1943–1944 гг. на Западной Украине ОУН-УПА уничтожала всех — без различия ведомств и задач, кто был заслан советской стороной с парашютом. Например, в Волынской области, согласно показаниям пленного бандеровца, «в мае 1943 г. в 1 км северо-восточнее села Старая Гута были выброшены четыре советских парашютиста с радиостанцией: три мужчины и одна женщина, вооруженные пистолетами ТТ. Указанных парашютистов Карпук задержал и передал в распоряжение националистов». В Тернопольской области сообщение бандеровского подпольщика за февраль-март 1944 г. отмечало успешность контрмер националистов: «На территории Подгаецкого и Бережанского уезда большевики скинули десант парашютистов, заданием которых является организовать партизанские отряды из пленных схидняков. Сброшенное оружие попало в наши и немецкие руки. Парашютистам не удалось ничего сделать». Во Львовской области в апреле 1944 года оуновцы отмечали поддержку селян, оказанную УПА в борьбе с десантами: «Большевики с фронта посылают им (партизанам) помощь — парашютистов. Однако много из них попадает в руки украинских крестьян, а те отдают их в УПА или сами ликвидируют».  3 мая во Львове вновь состоялась встреча между греко-католическим Иваном Гриньохом и начальником СД в Галиции Йозефом Витиской. «Герасимовский» сообщал Витиске, что украинские повстанцы захватили в плен 20 советских парашютистов и готовы передать их немцам при условии, чтобы охранная полиция помиловала и освободила приговоренных к смертной казни за хранение оружия националистов. Глава Армии Крайовой Тадеуш Комаровский 21 июня 1944 г. сообщал в Лондон о том же: «Сброшенный сильнейший советский десант под Долиной был вырезан УПА…». Согласно сведениям немецкой войсковой разведки от 16 августа 1944 г. «В Карпатах возросла борьба национально-украинских банд (УПА) с советскими бандформированиями и парашютистами. За последнее время УПА обезвредила предположительно 1500 парашютистов».

Утром 12 мая 1944 отряд украинских националистов напал на партизанский отряд Антона Одухи в деревне Стриганы и рассчитывал захватить партизанский госпиталь и уничтожить командование партизан. Завязался бой в ходе которого бандеровцы были вынуждены отступить в леса. На следующий день отряды НКВД занялись прочёсыванием лесов и уничтожением скрывшихся. В качестве подкрепления к партизанам прибыли две роты автоматчиков НКВД и СССР, а на бронепоезде прибыл также и гвардейский дивизион из Славуты. 13 мая в результате совместных действий НКВД и партизан (последние перекрыли дорогу на север) были уничтожены остатки отряда УПА: всего было убито, по разным данным, от 127 до 197 националистов за два дня, а 28 человек попали в плен. Из 28 пленных семеро были убиты партизанами как особо опасные преступники, сотрудничавшие с полицаями, остальные были отправлены на сборный пункт в Славуту для допросов.
В 1944 году в Северной Буковине в аккурат к приходу Красной Армии была создана Буковинская Украинская Армия Самообороны (БУСА), которая тут же начала боевые действия против мелких групп советских партизан. Из-за жёсткого оккупационного режима, до 1944 года активного националистического или советского партизанского движения, как такового здесь не было. Но несмотря на это, согласно составленной летом 1944 г. справке УШПД, на территории Буковины ситуация несколько отличалась от положения на Волыни и в Галиции, но была не менее сложной для красных партизан: «Существуют националистические группы и их военные формирования. Особенность этих групп состоит в том, что они совершенно явно получают оружие от немцев… Одежда гражданская, черного цвета, поэтому отряды называются отрядами “чернорубашечников”. Задача этих отрядов состоит в борьбе против партизан, но нападают только на одиночек или мелкие группы в 5–6 человек… несмотря на то, что отдельные отряды националистов достигают численности 200–250 человек: структура, примерно, соответствует структуре отрядов УПА… Как вооруженная сила, они деятельности партизан не осложнили, лишь мешая ведению агентурной разведки и, что самое главное, о замеченных продвижениях партизан немедленно сообщают немецкому командованию». БУСА с приходом фронта вступила в борьбу с Красной Армией, а позже частично влилась в УПА-Запад, а частично ушла с немцами и в начале 1945 года влилась в УНА. В июле 1944 года Василий Шумка без разрешения Буковинского и Центрального управлений ОУН вступил в переговоры с вермахтом и вскоре за это был расстрелян.
В обзоре УПА во Львовской области за июнь 1944 года отмечался определенный успех противодействия красным «малыми делами»: «Большевистские партизаны пытались войти в с. Задворье. Однако местная самооборона прогнала их. Также при всех попытках войти в села большевистские партизаны были прогнаны местными отрядами самообороны так, что они начали обходить села и грабили и нападали на приселки, размещенные у леса». О том же самом свидетельствовало командование Соединения им. 24-летия РККА, проведя два месяца на территории Волынской и Львовской областей: «Население, симпатизируя националистам, почти не оказывало помощи проходившим партизанским соединениям и отрядам. (…) С 3 мая 1944 г. личный состав соединения питался исключительно скверно и в течение 2,5 месяцев почти не видал хлеба».
После изгнания немцев с территории Украины советские партизаны активно содействовали органам госбезопасности в борьбе с УПА. Например, 20 августа 1944 года партизанская дивизия имени дважды Героя Советского Союза генерал-майора Сидора Ковпака расформировывалась и передавалась для комплектования НКВД в западных областях. За сентябрь 1944 ковпаковцам (насчитывавшим на 9 октября 1944 года 1635 человек) удалось уничтожить 981 человека и взять в плен 262 «бандпособника». С 1 октября по 5 ноября уничтожили 128 повстанцев, взяли в плен 423 человека и захватили 231 «бандпособника». Партизанские методы, допустимые на оккупированных территориях, были не столь эффективны и в ряде случаев являлись прямым нарушением советских законов, в связи с этим от их использования вскоре отказались.

### Сотрудничество
Зафиксировано немало случаев переговоров советских партизан с украинскими повстанцами ради совместной борьбы против немцев, что признается советской историографией. Например, территория действий отрядов Тараса Бульбы совпадала с местами базирования разведывательно-диверсионного отряда НКГБ СССР «Победители» под руководством Дмитрия Медведева. Согласно советским документам, над налаживанием связи с «бульбовцами» работал руководитель агентурно-оперативной работы подполковник Александр Лукин. Московское руководство уполномочило Лукина провести прямые переговоры с «бульбовцами». Ночью с 17 на 18 сентября на хуторе в лесу возле села Бельчанки-Глушков состоялись 6-часовые переговоры. Было достигнуто перемирие — до конца зимы 1943 года Боровец и его люди прекратили любые враждебные действия против советских партизан, а против немцев бульбовцы еще осуществили несколько акций. В итоге в течение 1942 отряды атамана Тараса Бульбы совершили определенное количество нападений на немецкие хозяйственные объекты, зафиксировано три нападения на районные центры Людвипиль, Межречье, Тучин. Потери врага минимальные — несколько человек..
Известны переговоры 1943 года о совместных действиях против нацистов между украинскими повстанцами и партизанским военачальником Александром Сабуровым (до войны — кадровым офицером НКВД), командиром партизанской бригады, подполковником Разведывательного управления Красной армии Антоном Бринским. Последнему удалось добиться временного нейтралитета повстанцев «Полесской Сечи», сотрудничества с бандеровцами Волыни в боях с немцами. Именно по просьбе Бринского, бандеровцы в марте 1943 совершили нападение на тюрьму в Ковеле, освободив всех заключённых. В немецком документе «Национально-украинское бандитское движение» упоминалось, что иногда УПА снабжались оружием с помощью советской авиации. 
Сохранились в архивах разведывательного отдела УШПД сообщение командира Чехословацкого партизанского отряда, капитана НКВД «Репкина» (будущего Героя Советского Союза, словака Яна Налепки, погибшего под Овручем в ноябре 1943 г.), неоднократно встречавшегося с командирами УПА, с целью договориться о совместной борьбе против нацистов.. Необходимость решения этих задач вытекала из обстановки в районе дислокации отряда. Генерал-майор Александр Сабуров поручил ему вести переговоры по этому поводу. Налепка от своего имени направил воинам УПА обращение, в котором называл их «братьями-славянами». Чехословацкий офицер заявил о готовности встретиться, чтобы «договориться о будущей нашей общей борьбе против гитлеровцев» и просил определить место встречи для переговоров. Переговоры проходили в сентябре 1943 г. на востоке Ровенщины. В начале диалога с представителем центрального штаба УПА Налепка объявил цель переговоров: «Чтобы договориться о прекращении борьбы против партизан, которые являются вашими кровными братьями, уже достаточно жертв у наших народов, уже достаточно сирот и не нужно нам боем самим против себя количество жертв и сирот увеличивать. Мы имеем одного противника — немца, поэтому нам нужно соединиться, чтобы немца как можно скорее победить». Налепка подчеркивал, что борьба УПА против партизан помогает немцам, а борьба «на два фронта» подрывает и без того слабые силы УПА. Отвечая Налепке, представитель штаба УПА заявил: «Мы воюем одинаково, против красных и против немцев, для нас противником является империализм московский и империализм берлинский».
В своем отчете о переговорах Налепка сообщал Сабурову, что бандеровцы агитировали его перейти со всем чехословацким отрядом на сторону УПА, чтобы помочь «освободить свой народ от немецкого рабства и одновременно обеспечить от большевистской небезопасности». Надеясь расположить к себе бандеровцев, Налепка ответил согласием. В ходе доверительного разговора он спросил представителя бандеровского штаба, почему они теперь не воюют с немцами. Ответ был таким: «Мы теперь против немцев воюем, но больше под видом партизан с красными ленточками, чтобы они не сжигали наши села. Наши отдельные части УПА воюют в западной части Украины, нападая на колонны и эшелоны противника». Ян докладывал также о своих впечатлениях, о состоянии повстанческой армии. Он подчеркивал, что отряды УПА, которые ему довелось увидеть, хорошо вооружены и дисциплинированы, что у них хорошо налажена разведка, и они располагают данными о количестве и передвижении советских партизан. В то же время, как отмечал Налепка, часть рядового состава УПА была мобилизована насильно и была готова прекратить борьбу.

## Потери
По неполным данным, УПА за весь 1943 год провела против советских партизан 4 засады, 7 налётов на лагеря и базы, 17 атакующих боёв и 12 оборонных боёв, в результате которых уничтожено 544 партизана и ранено 44. Согласно своим отчетам, только лишь часть оперировавших в 1943—1944 гг. на территории Ровенской области отрядов и соединений уничтожила 2275 членов ОУН-УПА (соединение Василия Бегмы — 572, Алексея Федорова — 569, Роберта Сатановского — 390, бригада Антона Бринского — 427, отряд Дмитрия Медведева — 317). Интенсивность действий советских формирований против ОУН-УПА в ряде случаев превышала их активность против немцев. В общей сложности, обе стороны потеряли по разным подсчётам от 5 до 10 тыс. человек убитыми и ранеными. Бандеровцы старались не давать масштабных затяжных боев, а действовали в основном из засад, стремясь использовать элемент внезапности и сиюминутное численное превосходство в конкретном месте и в удобный для них момент.
По мнению украинского исследователя Анатолия Чайковского, «Потери, нанесённые националистическими боевиками советским партизанам, необходимо ещё выяснять, но они, безусловно, значительно больше, чем потери, которые понесли от УПА фашисты». В целом этот тезис довольно сложно как подтвердить, так и опровергнуть, так как комплексных подсчётов потерь немцев и красных партизан от рук бандеровцев никто не вёл.